# Mireia (adaptació escènica)
Mireia és una obra teatral d'Ambrosi Carrion, consistent en l'adaptació escènica en quatre actes, en català, del poema occità Mirèio (Mireia) de Frederic Mistral.
Ambrosi Carrion, fruit d'una iniciativa d'Adrià Gual, començà a redactar l'adaptació l'any 1913. Mistral donà la seva autorització el mateix any, i contribuí al projecte enviant a Carrion postals amb fotografies d'arlesianes per a que servissin per a dissenyar la indumentària. Fou estrenada en el teatre Novetats de Barcelona, el dia 20 de setembre de 1917, dirigida per Enric Borràs, amb il·lustracions musicals d'Eusebi Bosch i Humet i decorats de Salvador Alarma i Maurici Vilumara.
El primer acte es correspon amb el contingut narratiu del primer cant del poema de Mistral (Lou Mas di Falabrego); el segon amb l'argument dels cants tercer (La descoucounado), segon (La culido), quart (Li demandaire) i cinquè (La batèsto); el tercer amb el cant setè (Li vièi) i part del vuitè; i l'acte quart recull el contingut dels cants vuitè (La Crau), desè (La Camargo) onzè (Li santo) i dotzè (La mort).

## Repartiment de l'estrena
- Mireia. Maria Vila
- Ramon, el pare: August Barbosa
- Joana-Maria, la mare: Montserrat Faura
- Comare: Carme Rovira
- Vicenç: Pius Daví
- Mestre Ambròs, el pare: Enric Borràs
- La bruixa Taven: Antònia Baró
- Senyoreta Laura: Maria Fortuny
- Clemença: Esperança Ortiz
- Nora: Srta. Simón
- El cap de Colla: Vicent Daroqui
- Veran: Enric Lluelles
- Currias: Alexandre Nolla
- Andreuet: la nena Boronat
- Les tres Santes: Rovira, Ortiz, Fortuny